# Oskar von Nostitz
Oskar von Nostitz-Ullersdorf (* 5. April 1834 in Merseburg; † 10. Juni 1914 in Potsdam) war ein preußischer Verwaltungsbeamter und Landrat des Landkreises Koblenz.

## Leben und Herkunft
Oskar von Nostitz studierte an der Universität Breslau Rechtswissenschaft. 1853 wurde er im Corps Lusatia Breslau recipiert. Er wurde Auskultator in Breslau und kam als Regierungsreferendar nach Posen (1857) und Koblenz (1858). Von Juni bis August 1859 war er auftragsweise Landrat des Landkreises Koblenz und zuletzt noch Vizepräsident der Preußischen Oberrechnungskammer.
1863 heiratete Nostitz im schlesischen Charlottenbrunn Karola Engels, geborene Mauritz (1836–1896). Deren Sohn Max von Nostitz (1859–1941), aus erster Ehe mit Paul Engels-Tannhausen, sowie seine Schwester Paula Engels wurden zuvor durch Wasa von Nostitz adoptiert. Sie begründeten so den briefadeligen Zweig der von Nostitz und führen ein ähnliches Wappen.